# José Manuel Urquiola
José Manuel Urquiola Gaztañaga (Tolosa, Guipúzcoa, 18 de abril de 1912-21 de mayo de 1982) fue un jugador de fútbol español que jugaba en la posición de delantero. 

## Carrera deportiva
Su primer equipo fue el Tolosa C.F. que jugaba en aquella época en 3ª División.
Posteriormente, Urquiola inició su carrera deportiva como profesional en el Deportivo Alavés (2ª División) en la temporada 1934-1935. Terminada la temporada fichó por el Atlético de Madrid.
Debutó en 1ª División en la temporada 1935/36 en el partido del club colchonero contra el Racing de Santander el 10 de noviembre de 1935.
Durante la Guerra Civil fue convocado por la Selección de Euzkadi para sustituir al extremo iquierdo Guillermo Gorostiza que había decidido volver a España tras la caída de Bilbao.
Terminada la guerra fichó por el Sète francés, que jugaba entonces en la máxima categoría.